# Rarangseen
Das Naturschutzgebiet Rarangseen liegt auf dem Gebiet des Landkreises Barnim in Brandenburg im Biosphärenreservat Schorfheide-Chorin.
Das rund 65,1 ha große Naturschutzgebiet, das den Kleinen und den Großen Rarangsee umschließt, erstreckt sich südlich von Klein Dölln, einem Wohnplatz auf der Gemarkung von Groß Schönebeck der Gemeinde Schorfheide. Am westlichen Rand des Gebietes verläuft die Landesstraße L 100, nordwestlich erstreckt sich der 27,8 ha große Kleindöllner See und nördlich und nordöstlich der 123 ha große Großdöllner See.

## Name
Die Seen werden im Jahr 1589 als Drey Raderancken erstmals schriftlich erwähnt. Die Deutung ist des Namens unklar.

## Bedeutung
Das Gebiet wurde mit Verordnung vom 12. September 1990 unter der Kennung 1065 unter Naturschutz gestellt. Es dient der „Erhaltung und Wiederherstellung von Lebensräumen bedrohter Tier- und Pflanzenarten insbesondere der Lebensgemeinschaften der Seen und Moore sowie der Moosflora.“